# Polypedilum decematoguttatum
Polypedilum decematoguttatum är en tvåvingeart som först beskrevs av Tokunaga 1938.  Polypedilum decematoguttatum ingår i släktet Polypedilum och familjen fjädermyggor. Inga underarter finns listade i Catalogue of Life.